# Ребек
 Тази статия е за селището в Белгия.  За музикалния инструмент вижте Ребек (музикален инструмент).  
Ребек (на френски: Rebecq) е селище в Централна Белгия, най-западното в провинция Валонски Брабант. Намира се на 30 km югозападно от центъра на Брюксел. Населението му е 11 006 души (по приблизителна оценка от януари 2018 г.).
В Ребек е роден химикът Ернест Солвей (1838 – 1922).